# Arquidiócesis de Joinville
La arquidiócesis de Joinville (en latín: Archidioecesis Ioinvillensis y en portugués: Arquidiocese de Joinville) es una circunscripción eclesiástica de la Iglesia católica en Brasil. Se trata de una arquidiócesis latina, sede metropolitana de la provincia eclesiástica de Joinville. Desde el 5 de noviembre de 2024 su arzobispo es Francisco Carlos Bach.

## Territorio y organización
La arquidiócesis tiene 9508 km² y extiende su jurisdicción sobre los fieles católicos de rito latino residentes en 18 municipios del estado de Santa Catarina: Joinville, Araquari, Balneário Barra do Sul, Barra Velha, Campo Alegre, Corupá, Garuva, Guaramirim, Itaiópolis, Itapoá, Jaraguá do Sul, Mafra, Massaranduba, Rio Negrinho, São Bento do Sul, São Francisco do Sul, São João do Itaperiú y Schroeder.
La sede de la arquidiócesis se encuentra en la ciudad de Joinville, en donde se halla la Catedral de San Francisco Javier.
La arquidiócesis tiene como sufragáneas a las diócesis de Blumenau y Rio do Sul.
En 2021 en la entonces diócesis existían 65 parroquias agrupadas en 6 comarcas pastorales: Mafra, São Bento, Jaraguá do Sul, Joinville Norte, Joinville Sul y Litoral Sul.

## Historia
La diócesis fue erigida el 17 de enero de 1927 mediante la bula Inter praecipuas del papa Pío XI, obteniendo el territorio de la diócesis de Santa Catarina, que a su vez fue elevada al rango de arquidiócesis metropolitana y tomó el nombre de arquidiócesis de Florianópolis.
El 23 de noviembre de 1968 cedió una parte de su territorio para la erección de la diócesis de Rio do Sul mediante la bula Quam maxime del papa Pablo VI.
El 19 de abril de 2000 cedió otra parte de su territorio para la erección de la diócesis de Blumenau mediante la bula Venerabiles Fratres del papa Juan Pablo II.
En 23 de febrero de 2023 el papa Francisco declaró venerable al sacerdote de la diócesis de Joinville Aloísio Sebastião Boeing.
El 5 de noviembre de 2024 fue elevada al rango de sede metropolitana por el papa Francisco.

## Estadísticas
Según el Anuario Pontificio 2022 la entonces diócesis tenía a fines de 2021 un total de 880 215 fieles bautizados.
| Año                                                                             | Población            | Población | Población      | Sacerdotes | Sacerdotes    | Sacerdotes    | Bautizados por sacerdote | Diáconos permanentes | Religiosos | Religiosos | Parroquias |
| Año                                                                             | Bautizados católicos | Total     | % de católicos | Total      | Clero secular | Clero regular | Bautizados por sacerdote | Diáconos permanentes | Varones    | Mujeres    | Parroquias |
| ------------------------------------------------------------------------------- | -------------------- | --------- | -------------- | ---------- | ------------- | ------------- | ------------------------ | -------------------- | ---------- | ---------- | ---------- |
| 1950                                                                            | 250 000              | 340 000   | 73.5           | 100        | 20            | 80            | 2500                     |                      | 90         | 250        | 25         |
| 1966                                                                            | 428 000              | 600 000   | 71.3           | 152        | 34            | 118           | 2815                     |                      | 137        | 810        | 44         |
| 1970                                                                            | 310 000              | 525 000   | 59.0           | 87         | 25            | 62            | 3563                     | 2                    | 94         | 496        | 31         |
| 1976                                                                            | 300 000              | 510 000   | 58.8           | 90         | 31            | 59            | 3333                     | 18                   | 106        | 339        | 34         |
| 1980                                                                            | 523 000              | 627 000   | 83.4           | 84         | 28            | 56            | 6226                     | 17                   | 112        | 328        | 35         |
| 1990                                                                            | 757 000              | 921 000   | 82.2           | 85         | 28            | 57            | 8905                     | 16                   | 78         | 273        | 41         |
| 1999                                                                            | 921 839              | 1 229 119 | 75.0           | 107        | 44            | 63            | 8615                     | 33                   | 105        | 253        | 49         |
| 2000                                                                            | 550 000              | 650 562   | 84.5           | 78         | 30            | 48            | 7051                     | 32                   | 114        | 154        | 31         |
| 2001                                                                            | 657 012              | 876 016   | 75.0           | 80         | 32            | 48            | 8212                     | 22                   | 95         | 189        | 34         |
| 2002                                                                            | 669 890              | 892 020   | 75.1           | 80         | 32            | 48            | 8373                     | 22                   | 103        | 187        | 34         |
| 2003                                                                            | 596 604              | 917 853   | 65.0           | 84         | 34            | 50            | 7102                     | 24                   | 92         | 165        | 36         |
| 2004                                                                            | 608 430              | 936 046   | 65.0           | 90         | 36            | 54            | 6760                     | 24                   | 139        | 172        | 39         |
| 2006                                                                            | 641 000              | 986 000   | 65.0           | 93         | 42            | 51            | 6892                     | 29                   | 144        | 185        | 41         |
| 2013                                                                            | 706 000              | 1 096 282 | 64.4           | 93         | 55            | 38            | 7591                     | 44                   | 96         | 148        | 50         |
| 2016                                                                            | 769 386              | 1 183 672 | 65.0           | 109        | 75            | 34            | 7058                     | 65                   | 72         | 144        | 64         |
| 2019                                                                            | 853 781              | 1 237 364 | 69.0           | 141        | 85            | 56            | 6055                     | 70                   | 101        | 131        | 65         |
| 2021                                                                            | 880 215              | 1 275 674 | 69.0           | 143        | 89            | 54            | 6155                     | 77                   | 87         | 115        | 65         |
| Fuente: Catholic-Hierarchy, que a su vez toma los datos del Anuario Pontificio. |                      |           |                |            |               |               |                          |                      |            |            |            |

## Episcopologio
- Pio de Freitas Silveira, C.M. † (25 de enero de 1929-19 de enero de 1955 renunció[nota 1])
  - Sede vacante (1955-1957)
- Gregório Warmeling † (3 de abril de 1957-9 de marzo de 1994 renunció)
- Orlando Brandes (9 de marzo de 1994-10 de mayo de 2006 nombrado arzobispo de Londrina)
- Irineu Roque Scherer † (30 de mayo de 2007-2 de julio de 2016 falleció)
- Francisco Carlos Bach, desde el 19 de abril de 2017